# Google Nest
Google Nest is een lijn van smarthome-producten, waaronder slimme luidsprekers, slimme displays, thermostaten, rookmelders, routers en beveiligingssystemen, waaronder slimme deurbellen, camera's en slimme sloten.
De merknaam Nest was oorspronkelijk eigendom van Nest Labs, mede opgericht door voormalige Apple-ingenieurs Tony Fadell en Matt Rogers in 2010. Het eerste en product van het bedrijf was de Nest Learning Thermostat, geïntroduceerd in 2011. Net zoals vele andere producten van Nest is deze thermostaat programmeerbaar, zelflerend, sensorgestuurd en te verbinden via WiFi, waarmee het onder het Internet der dingen valt. Het werd gevolgd door de Nest Protect rook- en koolmonoxidemelders in oktober 2013. Na de overname van Dropcam in 2014, introduceerde het bedrijf zijn Nest Cam beveiligingscamera's vanaf juni 2015.
Eind 2012 breidde het bedrijf snel uit tot meer dan 130 medewerkers. Google kocht Nest Labs in januari 2014 voor 3,2 miljard dollar, toen het bedrijf 280 werknemers in dienst had. Eind 2015 heeft Nest meer dan 1.100 medewerkers in dienst en is er een primair engineeringcentrum in Seattle opgezet.

## Producten

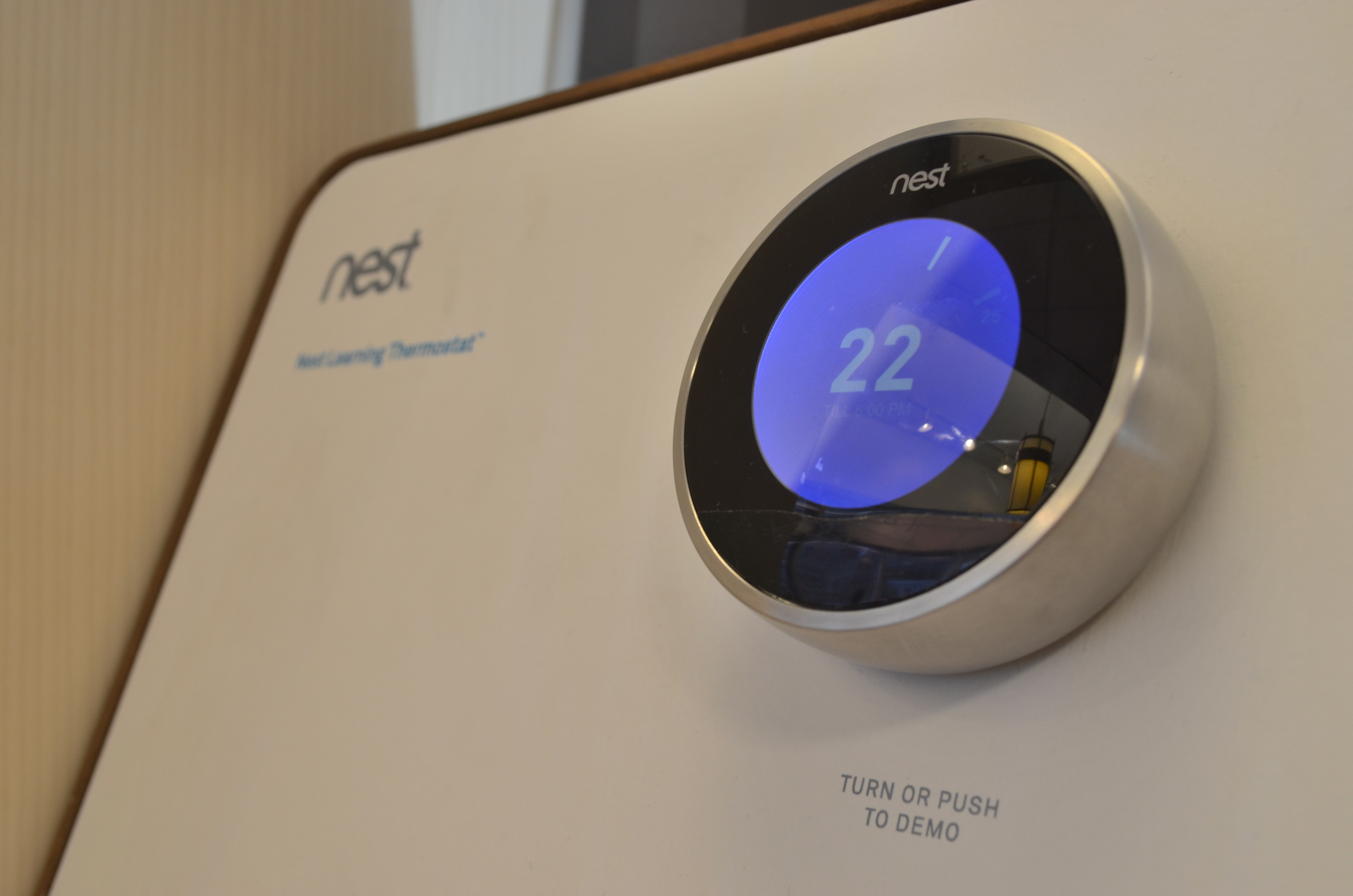
De originele Nest Learning Thermostat

### Nest Learning Thermostat
De Nest Learning Thermostat is een elektronische, programmeerbare en zelflerende WiFi-compatibele thermostaat die de verwarming en koeling van huizen en bedrijven optimaliseert om energie te besparen. Het is gebaseerd op een machine learning-algoritme: de eerste weken moeten gebruikers de thermostaat regelen om de referentiegegevensset te leveren. Nest kan dan de schema's van mensen leren kennen. Met behulp van ingebouwde sensoren en de locaties van telefoons kan het systeem overschakelen naar een energiebesparende modus wanneer niemand thuis is.

### Nest Protect

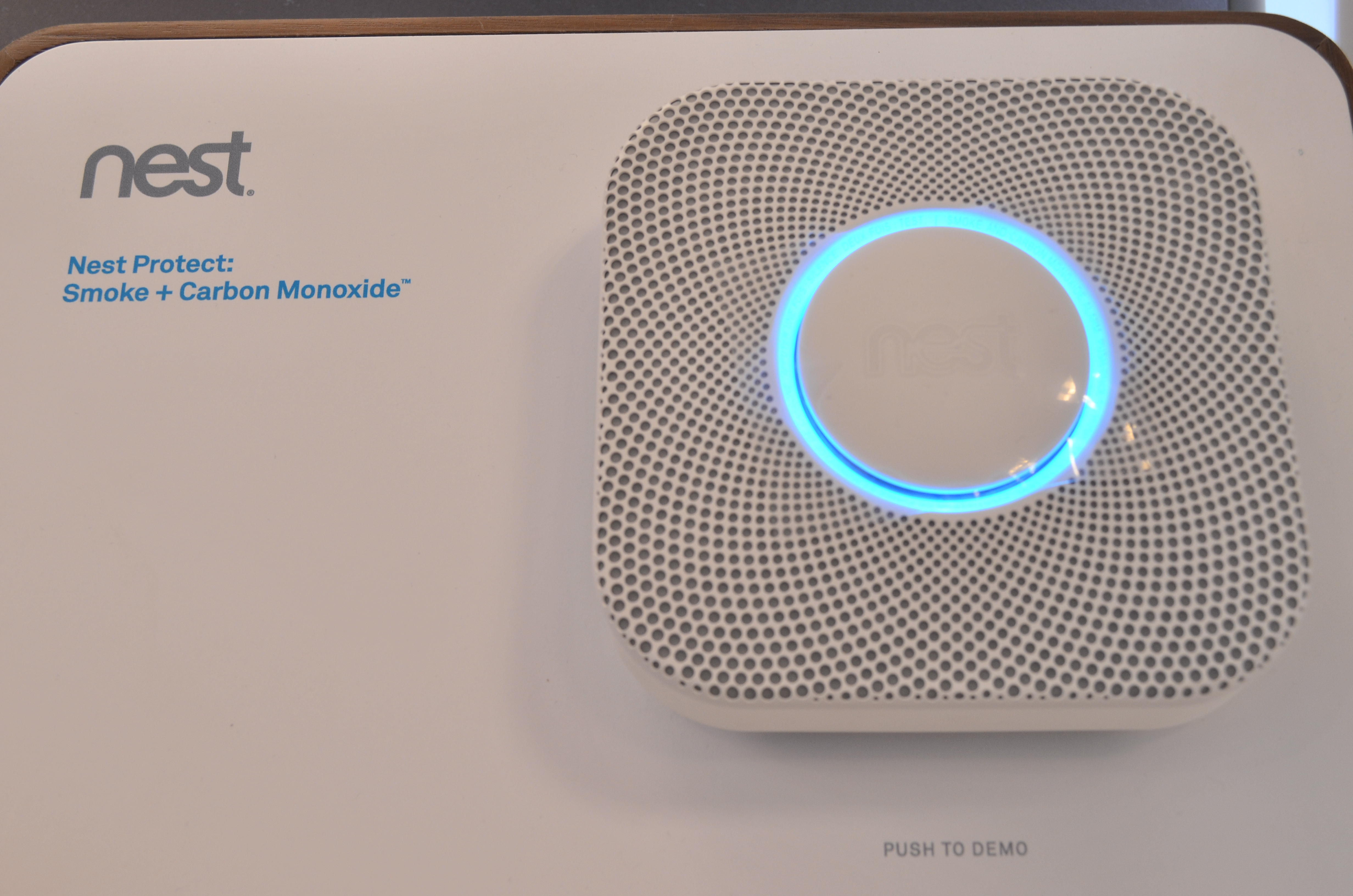
De Nest Protect (1e generatie)

In oktober 2013 kondigde Nest zijn tweede product aan, de Nest Protect rook- en koolmonoxidemelder. De Nest Protect is verkrijgbaar als model op batterijen of op wisselstroom. De Nest Protect heeft een veelkleurige lichtring met een kleurcodering om verschillende statussen aan te geven, zoals geel om een vroege waarschuwing aan te geven of rood als er een alarm afgaat. De ring heeft ook een bewegingsdetector die gebruikt kan worden om licht te geven wanneer iemand langsloopt. De Nest Protect waarschuwt kort voordat een alarm afgaat met gesproken tekst. Het apparaat is te koop in onder andere de Verenigde Staten, Canada, het Verenigd Koninkrijk, België, Frankrijk, Ierland en Nederland.

### Nest Cam Indoor
In juni 2015 kondigde Nest de Nest Cam aan, een verbeterde en vernieuwde beveiligingscamera op basis van de Dropcam. Functies zijn een videoresolutie van 1080p, een roterende magnetische standaard, nachtzicht, tweerichtingsgesprekken, geluids- en bewegingsmeldingen en optionele Nest Aware-cloudservices tegen een extra vergoeding. Het werd omgedoopt tot Nest Cam Indoor na de aankondiging van de Nest Cam Outdoor in juli 2016. In 2021 kondigde Google de tweede generatie Nest Cam Indoor aan, die op batterijen of bedraad werkt.

### Nest Cam Outdoor
Nest Cam Outdoor werd aangekondigd in juli 2016 en is een versie van de Nest Cam die is aangepast voor bewaking buitenshuis. In 2021 kondigde Google de tweede generatie, batterij-gevoede Nest Cam Outdoor aan.

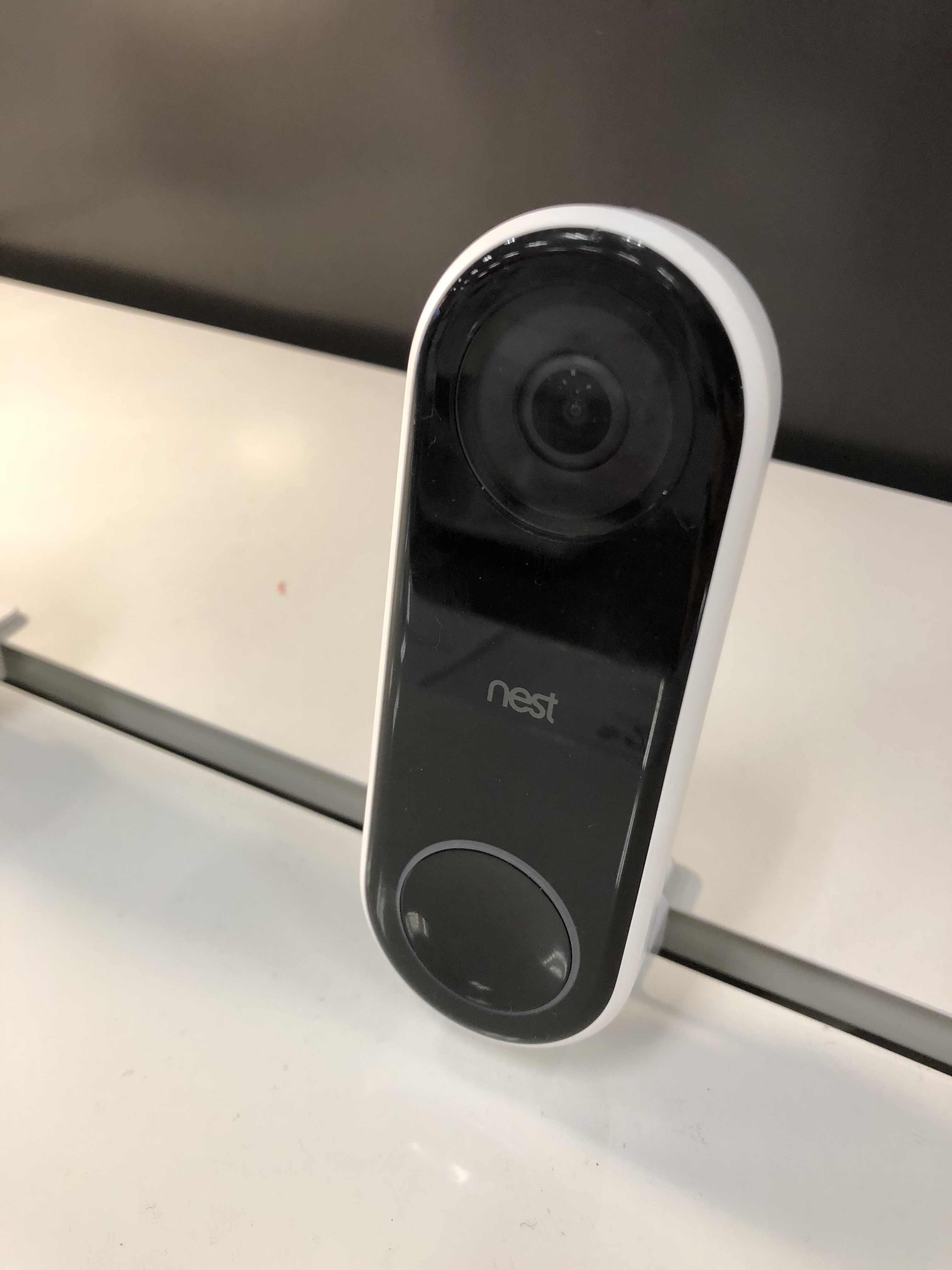
De originele Nest Doorbell

### Nest Videodeurbel
De Nest Doorbell is een serie slimme videodeurbellen met gezichtsherkenning. De eerste generatie bedrade Nest Hello was oorspronkelijk gepland om uitgebracht te worden in februari 2018, maar dat werd uitgesteld tot maart in de Verenigde Staten en Canada en de bel werd in mei 2018 in het Verenigd Koninkrijk gelanceerd. In 2021 kondigde Google de batterijgevoede Nest Doorbell aan, terwijl de originele Nest Hello werd omgedoopt tot de Nest Doorbell (bedraad).